# Мохаммад-Джафар-Махале
Мохаммад-Джафар-Махале (перс. محمدجعفرمحله) — село в Ірані, у дегестані Отаквар, у бахші Отаквар, шагрестані Лянґаруд остану Ґілян. За даними перепису 2006 року, його населення становило 193 особи, що проживали у складі 54 сімей.